# Young Prayer
Young Prayer är det andra soloalbumet av den amerikanska artisten Panda Bear, vilket är Noah Lennoxs artistnamn. Albumets texter är mycket personliga och handlar om Lennoxs faders sjukdom och dödsfall.
Alla albumets låtar är obetitlade. Dock brukar ett nummer anges efter varje spår (till exempel "Untitled #2" eller "Young Prayer 2") för att särskilja låtarna.

## Låtlista
| Nr | Titel     | Längd |
| -- | --------- | ----- |
| 1. | Obetitlad | 2:57  |
| 2. | Obetitlad | 2:03  |
| 3. | Obetitlad | 1:05  |
| 4. | Obetitlad | 5:11  |
| 5. | Obetitlad | 2:59  |
| 6. | Obetitlad | 3:09  |
| 7. | Obetitlad | 3:11  |
| 8. | Obetitlad | 2:48  |
| 9. | Obetitlad | 4:45  |